# دورتی آلن
دورتی آلن (انگلیسی: Dorothy Allen؛ ۱۸۹۶ – ۳۰ سپتامبر ۱۹۷۰) یک هنرپیشه اهل ایالات متحده آمریکا بود.